# Ventas Inc.
Ventas, Inc.  es un fideicomiso de inversión inmobiliaria especializado en propiedades y gestión de centros de atención de salud en Estados Unidos, Canadá y Reino Unido. Desde diciembre de 2019, la cartera del grupo reúne a más de 1 200 propiedades divididas entre hogares de ancianos, centros médicos, edificios de oficinas, centros de rehabilitación y de atención, laboratorios y centros de investigación, por un valor total de  $25 000 millones de dólares. La corporación Ventas Inc. fue incluida en la lista Fortune 1000 de 2019.

## Historia
La compañía fue fundada en 1998 como un spin-off de Vencor, una compañía fundada por Bruce Lunsford, que más tarde sería candidato del Partido Demócrata para el puesto de Gobernador de Kentucky en 2007. Tras su derrota en 2007, volvió a concurrir a las urnas como candidato a Senador de Kentucky en 2008, elecciones que volvió a perder.
Ventas Inc. adquirió en 2015 la compañía de bienes raíces Ardent Health Services.